# Parco naturale di Sintra-Cascais
Il Parco naturale di Sintra-Cascais è un parco naturale della Riviera portoghese e uno dei 14 Parchi naturali del Portogallo.
Situato a circa  25 km da Lisbona, ha una superficie di circa 145 Km2 e comprende al suo interno la catena montuosa della Serra de Sintra, estendendosi fino alla costa e a Cabo da Roca, il punto più occidentale dell'Europa continentale.
Il Parco naturale di Sintra-Cascais è una zona turistica popolare che contiene diverse attrazioni naturlali e storiche come il Castelo dos Moros.
All'interno del parco è presente un bosco primitivo con esemplari di quercia, acero e leccio. Sono inoltre presenti specie come: l'eucalipto, il pino marittimo, il pioppo, il salice e l'acacia. Per quanto riguarda la fauna, nel parco si trovano rapaci come il falco pellegrino, la civetta, il barbagianni, l'astore e l'aquila del Bonelli ed uccelli marini come gabbiani e procellarie.
Sebbene sia stato istituito come Parco naturale solo nel 1994, è protetto dal governo del Portogallo sin dal 1981.

## Attrazioni all'interno del Parco
- Azenhas do Mar
- Cabo da Roca
- Castelo dos Mouros
- Palazzo di Sintra
- Palácio Nacional da Pena
- Palazzo di Monserrate
- Quinta da Regaleira